# 毎度おおきに
『毎度おおきに』（まいどおおきに）は、1964年12月4日から1965年12月31日までNET（現・テレビ朝日）系列局で放送されていたコメディ番組である。その後も1966年1月7日から同年7月1日まで『湯の町繁昌記 毎度おおきに』（ゆのまちはんじょうき - ）と題して放送されていた。いずれも毎日放送と吉本テレビ制作室（吉本興業）の共同製作。放送時間は毎週金曜 19:00 - 19:30 （日本標準時）。

## 概要
吉本新喜劇のメンバーが出演していた公開番組で、『金曜お笑い劇場』の1作目として放送。実際のタイトルロゴには「毎度おゝきに」と踊り字が入っていたが、番組表上では表題通りの表記が用いられていた。
改題前までは大阪のうどん屋を舞台にしていたが、『湯の町繁昌記』への改題後には温泉街を舞台にした話を展開するようになった。

## 出演者
- 平参平
- 三角八重
- ルーキー新一
- 三遊亭小金馬（後の4代目三遊亭金馬）
- ほか、吉本新喜劇所属の芸能人

## スタッフ
- 原作：竹本浩三
- 演出：林誠一
- 制作：毎日放送、吉本テレビ制作室